# 455 aC
El 455 aC va ser un any del calendari romà prejulià. En aquell temps, era conegut com a any del consolat de Vaticà i Cicurí (o també any 299 ab urbe condita). L'ús del nom «455 aC» per referir-se a aquest any es remunta a l'alta edat mitjana, quan el sistema Anno Domini va ser el mètode de numeració dels anys més comú a Europa.

## Esdeveniments
- Eurípides presenta la seva primera tragèdia, Els Pelíades, a la Dionísia d'Atenes, obra avui perduda.[2]
- Etòlia, que era neutral als inicis de la Guerra del Peloponès, entre Esparta i Atenes, va ser envaïda al sisè any de la guerra, el 455 aC, pels atenesos. Els etolis es van posar al costat dels lacedemonis.[3]
- El general atenenc Tòlmides va incendiar la ciutat de Gitíon, a Lacònia, on hi havia un arsenal dels espartans.[4]
- Naupacte, que després de les guerres mèdiques havia caigut en mans dels atenesos, l'any 455 aC hi van establir els messenis expulsats del seu país pels espartans al final de la tercera guerra messènica.[5]
- L'estrateg atenenc Mirònides va assetjar la ciutat de Farsàlia després de la seva victòria a Beòcia, però sense èxit, segons Tucídides.[6]
- A Roma van ser elegits cònsols Gai Veturi Gemin Cicurí i Tit Romili Roc Vaticà. Van fer la guerra als eques als que van derrotar i van prendre molt de botí que no van distribuir entre els soldats sinó que el van vendre per cobrir les necessitats de tresoreria de l'estat.[7]